# Voie rapide R1 (Slovaquie)
La route slovaque R1 (en slovaque : Rýchlostná cesta R1) est une voie rapide qui devrait à terme relier Trnava à Ružomberok en passant par Sereď, Nitra, Žarnovica, Žiar nad Hronom, Zvolen et Banská Bystrica.

## Itinéraires européens
À terme, la route formera une partie des routes européennes E58, E77 et E571.